# 若きフランス
若きフランス（La jeune France, ジュヌ・フランス）は、1930年代から1940年代のフランスに存在した音楽グループと政治組織である。

## 音楽グループ
「若きフランス」は1936年にアンドレ・ジョリヴェ、オリヴィエ・メシアン、ジャン・イヴ・ダニエル＝ルシュール、イヴ・ボードリエの4人によって結成された。発案者はボードリエで、メシアンの音楽を聞いた彼が面会を求め、メシアンがパリ音楽院時代からの友人であるダニエル＝ルシュールと、国民音楽協会の仲間であるジョリヴェをさそって結成された。ボードリエを除く3人は前衛的な室内楽集団「ラ・スピラル（螺旋）」のメンバーでもあった。彼らの目的はより人間的で非抽象的な音楽を再構築することであった。「若きフランス」という名称はエクトル・ベルリオーズの言葉からとったもので、彼らは神秘主義と密接にかかわっていた。
しかしながら、ヴァージル・トムソンは「ジョリヴェにとってオリエンタリズムが重大でなかったのと同様に、宗教的な主題の常用がメシアンにとって重大なことではなかった」と述べ、彼らは新ロマン主義者というよりは新印象主義者であったとの見方を示している"。
若きフランスは年に1度管弦楽演奏会を開いた。第1回は1936年6月3日、第2回は1937年6月4日、第3回は1938年5月12日、第4回は1939年6月20日に開催されたが、以後は第二次世界大戦の勃発によって中断された。ほかに小演奏会を不定期に開催している。戦争中にも演奏会を開くことはあったが、戦後は協力して活動することはなくなった。
若きフランスは当時のフランスで盛んだった新古典主義音楽や、フランスでも知られはじめた新ウィーン楽派に対抗する運動だったが、4人の音楽にはほとんど共通性がなかった。

## 政治組織
文化的・政治的な組織としての「若きフランス」はヴィシー政権の提唱する国民革命の一環として、1940年8月15日にピエール・シェフェールが中心となって立ちあげた。名前は上記の音楽グループに由来し、使用許可を取った上でつけられた。議長はピアニストのアルフレッド・コルトーで、哲学者のエマニュエル・ムーニエが顧問となり、パリやリヨンから多くの役者・画家・建築家などが参加した。
「若きフランス」はドイツによる占領という状況下でのフランス文化の再生を目標としており、若者向けに演劇・コンサート・展覧会などの事業を展開した。これには失業した芸術家の雇用というもう一つの目的もあった。ムーニエによって若い芸術家たちに補助金が与えられたが、その代わりに彼らは伝統的な価値観に従う必要があった。
しかし「若きフランス」にもド・ゴール主義が浸透するようになったため、1942年3月にヴィシー政権によって解体された。
歴史家マルク・フュマロリによれば、「若きフランス」はフランス現代史における最初の政治による文化への介入であり、第四共和政での劇場の地方分散化や1959年の文化省の設置など、後の文化政策に大きな影響を与えたという。

## 文献
- 100 ans d'associations en Languedoc-Roussillon : Un parcours dans le temps - 1939-45 Les années noires, DRAC Languedoc-Roussillon
- Les Chantiers de la jeunesse, sur http://www.marechal-petain.com.
- Laurence Bertrand-Dorléac, Histoire de l'Art, Paris, 1940-1944, Publications de la Sorbonne, Paris, 1986.
- Véronique Chabrol, Jeune France, une expérience de recherche et de décentralisation culturelle (novembre 1940 / mars 1942), Université de Paris III, 1974
- Serge Gut, Le Groupe Jeune France : Yves Baudrier, Daniel Lesur, André Jolivet, Olivier Messiaen, Librairie Honoré Champion, 1984
- ピーター・ヒル、ナイジェル・シメオネ 著、藤田茂 訳『伝記 オリヴィエ・メシアン（上）音楽に生きた信仰者』音楽之友社、2020年。ISBN 9784276226012。